# Ashley Campbell (cantant)
Ashley Campbell (Phoenix, 8 de desembre de 1986) és una cantant i compositora estatunidenca de música country. És filla de Glen Campbell i la seva quarta dona Kimberly Woollen.

## Trajectòria
Ashley és la més jove dels vuit fills de Glen Campbell. Es va graduar l'any 2009 a la Universitat de Pepperdine amb una llicenciatura en Teatre. Originalment va dedicar-se a la interpretació després de la seva graduació i va ser membre de diversos grups de comèdia d'improvisació a Los Angeles. El seu germà, Shannon, és membre de la seva banda.
Campbell va tocar el banjo amb al seu pare, Glen Campbell, durant la seva gira de comiat el 2011 i 2012. També va aparèixer al videoclip «Banjo» de Rascal Flatts de 2012.
Ashley Campbell va presentar el seu senzill de debut «Remembering» a través de Dot Records el 2015. La cançó havia aparegut anteriorment a la banda sonora del documental Glen Campbell... I'll Be Me, al qual també va contribuir amb el tema «Home Again». «Remembering» tracta sobre el seu pare i la seva lluita amb la malaltia d'Alzheimer.
El 2016, Campbell va ser seleccionada per al festival europeu Country to Country. Va publicar el seu àlbum debut The Lonely One l'11 de maig de 2018 amb el seu propi segell, Whistle Stop Records, després del tancament de Dot Records. Produït pel germà de Campbell, Cal, The Lonely One inclou 13 cançons, totes elles coescrites per Campbell.

## Discografia
- The Lonely One (2018)
- Something Lovely (2020)